# Me, Myself & I (5 Seconds of Summer)
Me, Myself & I è un singolo del gruppo musicale 5 Seconds of Summer, pubblicato l'11 maggio 2022 come terzo estratto dal quinto album in studio 5SOS5.